# Krupkar Ltd.
Krupkar Ltd. war ein britischer Importeur und Hersteller von Automobilen.

## Unternehmensgeschichte
Das Unternehmen aus London importierte im Jahre 1904 Fahrzeuge von Cudell, Horch und Opel nach England und vertrieb sie als Krupkar. Im gleichen Jahr begann die Produktion von Automobilen. Der Markenname lautete Morrison. 1905 endete die Produktion.

## Fahrzeuge
Das einzige Modell war ein Dreirad, erstmals präsentiert 1904 auf der Crystal Palace Show. Ein Zweizylindermotor mit 6 PS Leistung war oberhalb der Vorderräder montiert und trieb die Vorderräder an. Die offene Karosserie bot Platz für zwei Personen.